# 馬関県
馬関県（ばかん-けん）は中華人民共和国雲南省文山チワン族ミャオ族自治州に位置する県。

## 行政区画
下部に9鎮、4郷を管轄する。
- 鎮
  - 馬白鎮、八寨鎮、仁和鎮、木廠鎮、夾寒箐鎮、小壩子鎮、都竜鎮、金廠鎮、坡脚鎮
- 郷
  - 南撈郷、大栗樹郷、篾廠郷、古林箐郷